# Zespół Filippiego
Zespół Filippiego (syndaktylia typu 1 z mikrocefalią i opóźnieniem umysłowym, ang. Filippi syndrome, syndactylky type 1 with microcephaly and mental retardation) – rzadki zespół wad wrodzonych. Zespół opisał Filippi w 1985 roku u trójki rodzeństwa mającej zdrowych rodziców. Dziedziczenie jest autosomalne recesywne. Na fenotyp zespołu składają się syndaktylia 3. i 4. palca, klinodaktylia 4. palców, syndaktylia 2., 3. i 4. palca stopy, pojedyncza bruzda dłoniowa, anomalie paliczków; mikrocefalia; prenatalne i postnatalne opóźnienie wzrostu; opóźnienie umysłowe; ruchy dystoniczne, protruzja języka; cechy dysmorficzne twarzy: szerokie i owłosione czoło, szeroki grzbiet nosa, wydatna kolumienka nosa, hipoplastyczne skrzydełka nosa, krótka rynienka podnosowa, prosta linia ust, cienkie wargi; wada wzroku, zagałkowe poszerzenia żylne, proptosis, atrofia nerwu wzrokowego, ubytek przegrody międzykomorowej.